# SCAPR
SCAPR (The Societies' Council for the Collective Management of Performers' Rights) — международная организация, объединяющая общества по управлению смежными правами исполнителей на коллективной основе.

## История создания
Решение о создании было принято на встрече представителей организаций, управляющих правами исполнителей на коллективной основе в Вене в 1986 году по инициативе профессора Пауля Фюрста (Paul Fürst), представлявшего австрийское общество LSG.
Учреждена в Осло 21 сентября 2001 года. Учредителями SCAPR стали следующие организации: ADAMI (Франция), AIE (Испания), CPRA-Geidankyo (Япония), CREDIDAM (Румыния), EJI (Венгрия), GRAMEX (Дания), GRAMEX (Финляндия), GRAMO (Норвегия), GVL (Германия), HUZIP (Хорватия), INTERGRAM (Чехия), LSG (Австрия), PAMRA (Великобритания), SAMI (Швеция), SENA (Нидерланды), SFH (Исландия), SLOVGRAM (Словакия), SPEDIDAM (Франция), SWISSPERFORM (Швейцария).

## Управление организацией
Руководящим органом SCAPR является Генеральная ассамблея, проводимая ежегодно.
Постоянно действующим руководящим органом является Совет.
Генеральный секретарь с мая 2012 года — Xavier Blanc.

## Миссия SCAPR
Главная задача SCAPR — предоставить возможность обществам, защищающим права исполнителей в разных странах мира, плодотворно сотрудничать, заключать двусторонние соглашения, которые смогут гарантировать артистам, что их права в равной степени защищаются и соблюдаются как на родине, так и за рубежом.

## Состав организации
Членами SCAPR являются 53 организаций по коллективному управлению правами исполнителей из 43 стран. Наряду с организациями-учредителями, в число входят STOART (Польша), AGATA (Литва), RAAP (Ирландия), FKMP (Республика Корея), ABRAMUS (Бразилия), PRISM (Малайзия), ВОИС (Россия), ACTRA (Канада), APOLLON (Греция), GDA (Португалия), PPL (Великобритания) и другие.
Ряд организаций принимает участие в работе SCAPR в качестве наблюдателей или ассоциированных членов.